# أليكس بويثريس
أليكس بويثريس (بالإنجليزية: Alex Poythress) مواليد 6 سبتمبر 1993 في سافانا، هو لاعب كرة سلة أمريكي. بدأ مسيرته الاحترافية في سنة 2016. يلعب مع فيلادلفيا سفنتي سيكسرز في الرابطة الوطنية لكرة السلة. يحمل الرقم 5. يبلغ طوله 6 قدم 7 بوصة (2.0 م). لعب مع فورت واين ماد أنتس وفيلادلفيا سفنتي سيكسرز.

## إحصائيات المسيرة

### الموسم الاعتيادي
| السنة   | الفريق                 | لعب | بدأ | دقيقة | ميداني% | ثلاثية | حرة  | ارتداد | صنع | استلاب | تصدي | نقطة |
| ------- | ---------------------- | --- | --- | ----- | ------- | ------ | ---- | ------ | --- | ------ | ---- | ---- |
| 2016–17 | فيلادلفيا سفنتي سيكسرز | 6   | 1   | 26.2  | .463    | .316   | .800 | 4.8    | .8  | .2     | .5   | 10.7 |
| المسيرة | المسيرة                | 6   | 1   | 26.2  | .463    | .316   | .800 | 4.8    | .8  | .2     | .5   | 10.7 |

## روابط خارجية
- أليكس بويثريس على موقع إن بي أي (الإنجليزية)
- أليكس بويثريس على موقع سبورتس رفرنس (الإنجليزية)
- أليكس بويثريس على موقع كرة السلة الأوروبية.كوم (الإنجليزية)
- أليكس بويثريس على موقع كلية كرة السلة في سبورتس رفرنس.كوم (الإنجليزية)
- أليكس بويثريس على موقع ريلجم (الإنجليزية)
- أليكس بويثريس على موقع بروبوليرز (الإنجليزية)
- أليكس بويثريس على موقع سبورتس رفرنس (الإنجليزية)
- أليكس بويثريس على موقع سبورتس رفرنس (الإنجليزية)